# 통영성지
통영성지(統營城址)는 대한민국 경상남도 통영시 북신동, 해발 174.2m의 여황산에 있는 조선시대의 성지(城址)이다. 1991년 12월 23일 경상남도의 기념물 제106호로 지정되었다.

## 개요
통영성은 왜적을 방어하고 거주지와 생업지를 갈라놓는 두 가지 목적으로 쌓은 성으로, 조선 숙종 4년(1678)에 쌓기 시작하였다.
평지와 산지의 지형을 절충하여 지은 성곽으로, 해발 174.2m의 여황산 양쪽 등성 약 1,000m는 흙으로 쌓았고 나머지는 돌로 쌓았다. 성의 둘레는 2800m, 높이 4.5m이다.
성의 구조는 4대문과 2개의 암문(적 또는 상대편이 알 수 없도록 꾸민 작은 성문)과 3개의 포루가 있으나 지금은 인가가 들어서면서 성문의 주춧돌만 몇 개 남아있다.

## 참고 자료
- 통영성지 - 국가유산청 국가유산포털